# 67è Festival Internacional de Cinema de Berlín
El 67è Festival Internacional de Cinema de Berlín va tenir lloc entre el 9 i el 18 de febrer de 2017, amb el cineasta neerlandès Paul Verhoeven com a president del jurat. Django, dirigida per Etienne Comar, va obrir el festival. L'Os d'Or fou atorgat a la pel·lícula hongaresa Testről és lélekről dirigida d'Ildikó Enyedi, que també va clausurar el festival.

## Jurat

### Competició principal

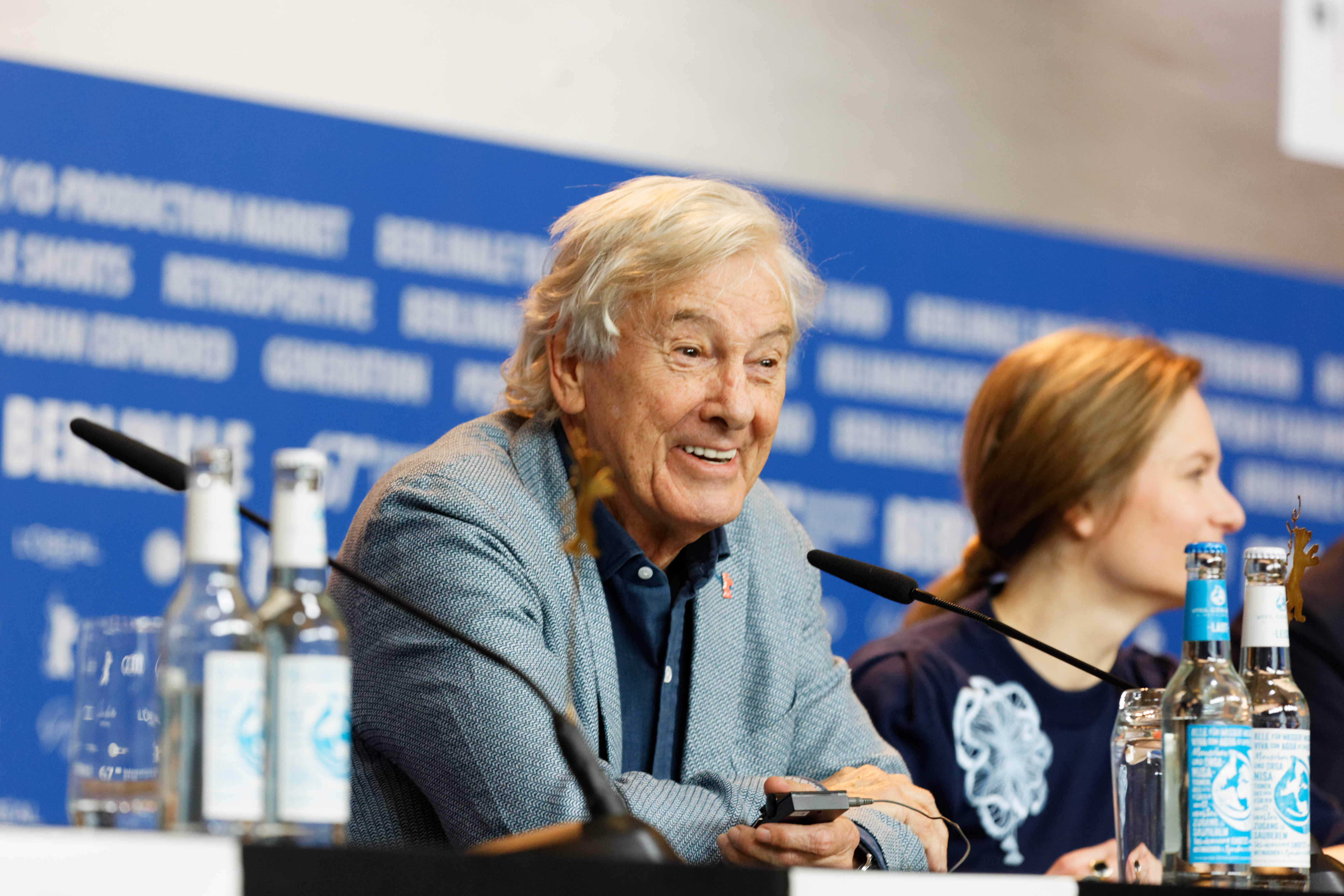
Paul Verhoeven a la conferència de premsa de la Berlinale 2017

El jurat de la secció Competició Berlinale va estar format per:
- Paul Verhoeven (President), director neerlanès
- Olafur Eliasson, escultor islandès-danès
- Dora Bouchoucha Fourati, productor tunisià
- Maggie Gyllenhaal, actriu estatunidenca
- Julia Jentsch, actriu alemanya
- Diego Luna, actor i director mexicà
- Wang Quan'an, director i guionista xinès

### Primera Pel·lícula

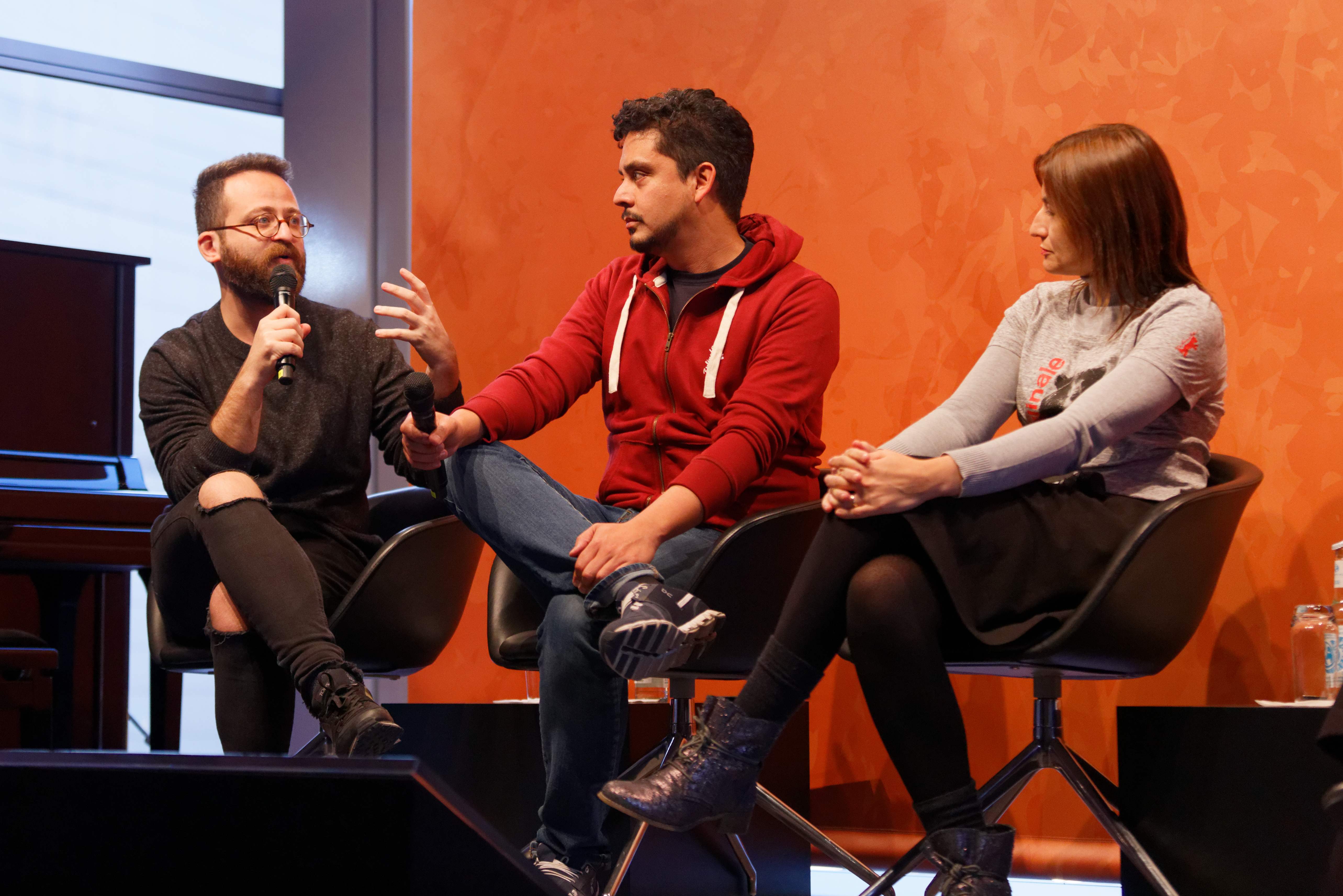
Mahmoud Sabbagh i Jayro Bustamante durant la Berlinale 2017

Les següents persones van formar part del jurat per la Millor Primera Pel·lícula:
- Jayro Bustamante, director guatemalenc
- Clotilde Courau, actriu francès
- Mahmoud Sabbagh, cineasta, productor, i escriptor saudita

### Curtmetratge
Les següents persones van formar part del jurat per la secció de Curts de la Berlinale:
- Christian Jankowski, artista i cineasta
- Kimberley Drew, escriptora i artistaestatunidenca
- Carlos Nuñez, productor xilè

## En competició
Les següents pel·lícules van competir per l'Os d'Or i per l'Os de Plata:
| Títol                                       | Director(s)        | País                                                   |
| ------------------------------------------- | ------------------ | ------------------------------------------------------ |
| Ana, mon amour                              | Călin Peter Netzer | Romania, Alemanya, França                              |
| Beuys                                       | Andres Veiel       | Alemanya                                               |
| Helle nächte                                | Thomas Arslan      | Alemanya, Noruega                                      |
| Colo                                        | Teresa Villaverde  | Portugal, França                                       |
| The Dinner                                  | Oren Moverman      | Estats Units                                           |
| Django                                      | Étienne Comar      | França                                                 |
| Una mujer fantástica *                      | Sebastián Lelio    | Xile, Alemanya, Estats Units, Espanya                  |
| Félicité                                    | Alain Gomis        | França, Senegal, Bèlgica, Alemanya, Líban              |
| Hǎojíle 好极了                              | Liu Jian           | R.P. de la Xina                                        |
| Joaquim                                     | Marcelo Gomes      | Brasil, Portugal                                       |
| Mr. Long ミスター・ロン/ 龍先生             | Sabu               | Japó, Hong Kong, Alemanya, R.P. de la Xina, Taiwan     |
| Testről és lélekről                         | Ildikó Enyedi      | Hongria                                                |
| Bamui Haebyeoneseo Honja 밤의 해변에서 혼자 | Hong Sang-soo      | Corea del Sud                                          |
| Toivon tuolla puolen                        | Aki Kaurismäki     | Finlàndia                                              |
| The Party                                   | Sally Potter       | Regne Unit                                             |
| Rückkehr nach Montauk                       | Volker Schlöndorff | Alemanya, França, Irlanda                              |
| Pokot                                       | Agnieszka Holland  | Polònia, Alemanya, Txèquia, Suècia, Eslovàquia, França |
| Wilde Maus *                                | Josef Hader        | Àustria                                                |

## Fora de competició
Les següents pel·lícules foren seleccionades per ser projectades fora de competició:
| Títol                     | Director(s)        | País              |
| ------------------------- | ------------------ | ----------------- |
| El bar                    | Álex de la Iglesia | Espanya           |
| Final Portrait            | Stanley Tucci      | Regne Unit        |
| Logan                     | James Mangold      | Estats Units      |
| Sage femme                | Martin Provost     | França            |
| T2 Trainspotting          | Danny Boyle        | Regne Unit        |
| L'últim virrei de l'Índia | Gurinder Chadha    | Índia, Regne Unit |

## Panorama
Les següents pel·lícules foren seleccionades per la secció Panorama:
| Títol                                                     | Director(s)            | País                                                           |
| --------------------------------------------------------- | ---------------------- | -------------------------------------------------------------- |
| 1945                                                      | Ferenc Török           | Hongria                                                        |
| Berlin Syndrome                                           | Cate Shortland         | Austràlia, França                                              |
| Call Me by Your Name *                                    | Luca Guadagnino        | Estats Units, Brasil, Itàlia, França                           |
| Centaur                                                   | Aktan Abdykalykov      | Kirguizstan, França, Alemanya, Països Baixos                   |
| Ciao Ciao 巧巧                                            | Song Chuan             | R.P. de la Xina, França                                        |
| Karera ga Honki de Amu Toki wa * 彼らが本気で編むときは、 | Naoko Ogigami          | Japó                                                           |
| Discreet *                                                | Travis Mathews         | Estats Units                                                   |
| Fluidø *                                                  | Shu Lea Cheang         | Alemanya                                                       |
| Fra balkongen                                             | Ole Giæver             | Noruega                                                        |
| Ghost in the Mountains 空山异客                           | Yang Heng              | R.P. de la Xina                                                |
| God's Own Country *                                       | Francis Lee            | Regne Unit                                                     |
| Headbang Lullaby                                          | Hicham Lasri           | Marroc, França, Qatar, Líban                                   |
| Honeygiver Among the Dogs                                 | Dechen Roder           | Bhutan                                                         |
| Hostages                                                  | Rezo Gigineishvili     | Geòrgia, Rússia, Polònia                                       |
| Kaygı                                                     | Ceylan Özgün Özçelik   | Turquia                                                        |
| Insyriated                                                | Philippe Van Leeuw     | Bèlgica, França, Líban                                         |
| Como Nossos Pais *                                        | Laís Bodanzky          | Brasil                                                         |
| Kongens nei                                               | Erik Poppe             | Noruega, Suècia, Dinamarca, Irlanda                            |
| The Misandrists *                                         | Bruce LaBruce          | Alemanya                                                       |
| One Thousand Ropes                                        | Tusi Tamasese          | Nova Zelanda                                                   |
| Pendular                                                  | Júlia Murat            | Brasil, Argentina, França                                      |
| Rekvijem za gospodju J.                                   | Bojan Vuletić          | Sèrbia, Bulgària, Macedònia del Nord, Rússia, França, Alemanya |
| Pieles *                                                  | Eduardo Casanova       | Espanya                                                        |
| The Taste of Betel Nut * 槟榔血                           | Hu Jia                 | R.P. de la Xina, Hong Kong                                     |
| Tiger Girl                                                | Jakob Lass             | Alemanya                                                       |
| Vaya                                                      | Akin Omotoso           | Sud-àfrica                                                     |
| Vazante                                                   | Daniela Thomas         | Brasil, Portugal                                               |
| When the Day Had No Name                                  | Teona Strugar Mitevska | Macedònia del Nord, Bèlgica, Eslovènia                         |
| The Wound *                                               | John Trengove          | Sud-àfrica, Alemanya, Països Baixos, França                    |

### Panorama Dokumente
Les següents pel·lícules foren seleccionades per la secció Panorama Dokumente:
| Títol                                | Director(s)                     | País                                  |
| ------------------------------------ | ------------------------------- | ------------------------------------- |
| El Pacto de Adriana                  | Lissette Orozco                 | Xile                                  |
| Belinda                              | Marie Dumora                    | França                                |
| Bones of Contention *                | Andrea Weiss                    | Estats Units                          |
| Casting JonBenet                     | Kitty Green                     | Estats Units                          |
| Chavela *                            | Catherine Gund, Daresha Kyi     | Estats Units                          |
| Dream Boat *                         | Tristan Ferland Milewski        | Alemanya                              |
| Erase and Forget                     | Andrea Luka Zimmerman           | Regne Unit                            |
| Fünf Sterne                          | Annekatrin Hendel               | Alemanya                              |
| Istiyad Ashbah                       | Raed Andoni                     | França, Palestina, Suïssa, Qatar      |
| I Am Not Your Negro *                | Raoul Peck                      | França, Estats Units, Bèlgica, Suïssa |
| Denk ich an Deutschland in der Nacht | Romuald Karmakar                | Alemanya                              |
| No Intenso Agora                     | João Moreira Salles             | Brasil                                |
| Tahqiq fel djenna                    | Merzak Allouache                | França, Algèria                       |
| Mein wunderbares West-Berlin         | Jochen Hick                     | Alemanya                              |
| Política, manual de instrucciones    | Fernando León de Aranoa         | Espanya                               |
| Combat au bout de la nuit            | Sylvain L'Espérance             | Canadà                                |
| Revolution of Sound: Tangerine Dream | Margarete Kreuzer               | Alemanya                              |
| Rì Cháng Duì Huà * 日常對話          | Hui-chen Huang                  | Taiwan                                |
| Strong Island *                      | Yance Ford                      | Estats Units, Dinamarca               |
| Tania Libre                          | Lynn Hershman Leeson            | Estats Units                          |
| Untitled                             | Michael Glawogger, Monika Willi | Àustria, Alemanya                     |

## Perspektive Deutsches Kino
Les següents pel·lícules foren seleccionades per la secció Perspektive Deutsches Kino:
| Títol                                  | Director(s)                                 |
| -------------------------------------- | ------------------------------------------- |
| Zurück für Gut                         | Mia Spengler                                |
| Die beste aller Welten                 | Adrian Goiginger                            |
| Kontener                               | Sebastian Lang                              |
| Die Tochter                            | Mascha Schilinski                           |
| Zwischen den Jahren                    | Lars Henning                                |
| Final Stage *                          | Nicolaas Schmidt                            |
| Gabi                                   | Michael Fetter Nathansky                    |
| Eisenkopf                              | Tian Dong                                   |
| Mikel                                  | Cavo Kernich                                |
| Millennials                            | Jana Bürgelin                               |
| Ein Weg *                              | Chris Miera                                 |
| Selbstkritik eines bürgerlichen Hundes | Julian Radlmaier                            |
| Tara                                   | Felicitas Sonvilla                          |
| Könige der Welt                        | Christian von Brockhausen, Timo Großpietsch |

## Berlinale Special
Les següents pel·lícules foren seleccionades per la secció Berlinale Special:
| Títol                                          | Director(s)                                | País                      |
| ---------------------------------------------- | ------------------------------------------ | ------------------------- |
| 4 Blocks                                       | Marvin Kren                                | Alemanya                  |
| Below the Surface                              | Kasper Barfoed                             | Dinamarca, Alemanya       |
| Black Spot                                     | Mathieu Missoffe                           | França, Bèlgica           |
| The Bomb                                       | Kevin Ford, Smriti Keshari, Eric Schlosser | Estats Units              |
| Close-Up کلوزآپ ، نمای نزدیک                   | Abbas Kiarostami                           | Iran                      |
| La libertad del diablo                         | Everardo González                          | Mèxic                     |
| Acht Stunden sind kein Tag                     | Rainer Werner Fassbinder                   | Alemanya                  |
| In Zeiten des abnehmenden Lichts               | Matti Geschonneck                          | Alemanya                  |
| Últimos días en La Habana                      | Fernando Pérez                             | Cuba, Espanya             |
| The Lost City of Z                             | James Gray                                 | Estats Units              |
| Maudie                                         | Aisling Walsh                              | Canadà, Irlanda           |
| Patriot                                        | Steven Conrad                              | Estats Units              |
| Masaryk                                        | Julius Sevcík                              | Txèquia, Eslovàquia       |
| La reina de España                             | Fernando Trueba                            | Espanya                   |
| Der gleiche Himmel                             | Oliver Hirschbiegel                        | Alemanya, Txèquia         |
| SS-GB                                          | Philipp Kadelbach                          | Regne Unit                |
| The Trial: The State of Russia vs Oleg Sentsov | Askold Kurov                               | Estònia, Polònia, Txèquia |
| Le Jeune Karl Marx                             | Raoul Peck                                 | França, Alemanya, Bèlgica |

## Premis
El jurat va atorgar els següents premis:
- Os d'Or – Testről és lélekről d'Ildikó Enyedi
- Premi Especial del Jurat (Os de Plata) – Félicité de Alain Gomis
- Premi Alfred Bauer (Os de Plata) – Pokot de Agnieszka Holland
- Millor director – Aki Kaurismäki per Toivon tuolla puolen
- Millor actriu – Kim Min-hee per Bamui Haebyeoneseo Honja
- Millor actor – Georg Friedrich per Helle nächte
- Os de Plata al millor guió – Sebastián Lelio i Gonzalo Maza per Una mujer fantástica
- Os de Plata a la millor contribució artística – Dana Bunescu per edició a Ana, mon amour
- Premi GWFF a la millor primera pel·lícula (50.000 €) - Estiu 1993 de Carla Simón
- Os d'Or al millor curtmetratge - Cidade Pequena de Diogo Costa Amarante
- Os de Plata al millor curtmetratge – Esteban Arrangoiz Julien per Ensueño en la Pradera
- Premi Panorama Audience 
  - 1r Lloc: Insyriated de Philippe Van Leeuw
  - 2n Lloc: Karera ga Honki de Amu Toki wa de Naoko Ogigami
  - 3r Lloc: 1945 de Ferenc Török
- Premi Panorama Audience - Panorama Dokumente 
  - 1st Place: I Am Not Your Negro de Raoul Peck
  - 2n Lloc: Chavela de Catherine Gund i Daresha Kyi
  - 3r Lloc: Istiyad Ashbah de Raed Andoni
- Premi Teddy
  - Millor pel·lícula: Una mujer fantástica de Sebastián Lelio
  - Millor documental-/assaig: Rì Cháng Duì Huà de Hui-chen Huang
  - Millor curtmetratge: My Gay Sister de Lia Hietala
  - Premi Especial del Jurat: Karera ga Honki de Amu Toki wa de Naoko Ogigami
  - Premi Especial Teddy : Monika Truet
- Premi FIPRESCI
  - Competició: Testről és lélekről de Ildikó Enyedi
  - Panorama: Pendular de Júlia Murat
  - Forum: A Feeling Greater Than Love de Mary Jirmanus Saba
- Premi del Jurat Ecumènic
  - Competició: Testről és lélekről de Ildikó Enyedi
    - Menció Especial: Una mujer fantástica de Sebastián Lelio

  - Panorama: Tahqiq fel djenna de Merzak Allouache
    - Menció Especial: I Am Not Your Negro de Raoul Peck

  - Forum: Mama Colonel de Dieudo Hamadi
    - Menció Especial: El mar la mar de Joshua Bonnetta i J.P. Sniadecki
- Premi CICAE Art Cinema 
  - Panorama: Centaur d'Aktan Abdykalykov
  - Forum: Newton d'Amit V. Masurkar
- Generation 14Plus 
  - Millor pel·lícula: Butterfly Kisses de Rafael Kapelinski
  - Menció Especial: Those Who Make Revolution Halfway Only Dig Their Own Graves de Mathieu Denis i Simon Lavoie
  - Os de Cristall al millor curtmetratge: Wolfe de Claire Randall
  - Menció Especial curtmetratge: SNIP de Terril Calder
- Generation KPlus 
  - Gran Premi del Jurat Internacional de Generation 14plus a la millor pel·lícula: Shkola nomer 3 de Yelizaveta Smith i Georg Genoux
    - Menció Especial: Ben Niao de Huang Ji i Ryuji Otsuka

  - Premi Especial del Jurat Internacional de Generation 14plus al millor curtmetratge: The Jungle Knows You Better Than You Do de Juanita Onzaga
    - Menció Especial curtmetratge: U Plavetnilo d'Antoneta Alamat Kusijanović
- Premi del Jurat de Lectors del Berliner Morgenpost
  - Guanyador del premi: Testről és lélekről d'Ildikó Enyedi
- Premi del Jurat de Lectors del Tagesspiegel
  - Guanyador del premi: Mama Colonel de Dieudo Hamadi
- Premi del Jurat de Lectors Harvey-Manner 
  - Guanyador del premi: God's Own Country de Francis Lee
- Premi Guild 
  - Guanyador del premi: The Party de Sally Potter
- Premi Caligari 
  - Guanyador del premi: El mar la mar de Joshua Bonnetta i J.P. Sniadecki
- Premi Heiner Carow 
  - Guanyador del premi: Fünf Sterne d'Annekatrin Hendel
- Premi Compass-Perspektive 
  - Guanyador del premi: Die beste aller Welten d'Adrian Goiginger
- Kompagnon-Fellowship
  - Perspektive Deutsches Kino: Der grüne Wellensittich de Levin Peter i Elsa Kremser
  - Berlinale Talents: System Crasher de Nora Fingscheidt
- Premi ARTE International 
  - Guanyador del premi: Lost Country de Vladimir Perišić
- Premi Eurimages Co-Production Development 
  - Guanyador del premi: Razor Film Produktion per The Wife of the Pilot
- VFF Talent Highlight Award
  - Guanyador del premi: Nefes Polat per The Bus to Amerika
- Premi a la Pel·lícula del Robert Bosch Stiftung per la Cooperació Internacional Alemanya / Món Àrab 
  - Pel·lícula d'Animació: Night d'Ahmad Saleh
  - Curtmetratge: The Trap de Nada Riyadh
  - Documental: Behind Closed Doors de Yakout Elhababi
- Premi a la pel·lícula d'Amnesty International
  - Guanyador del premi: La libertad del diablo d'Everardo González